# Hệ thống thông khí hộp trục khuỷu

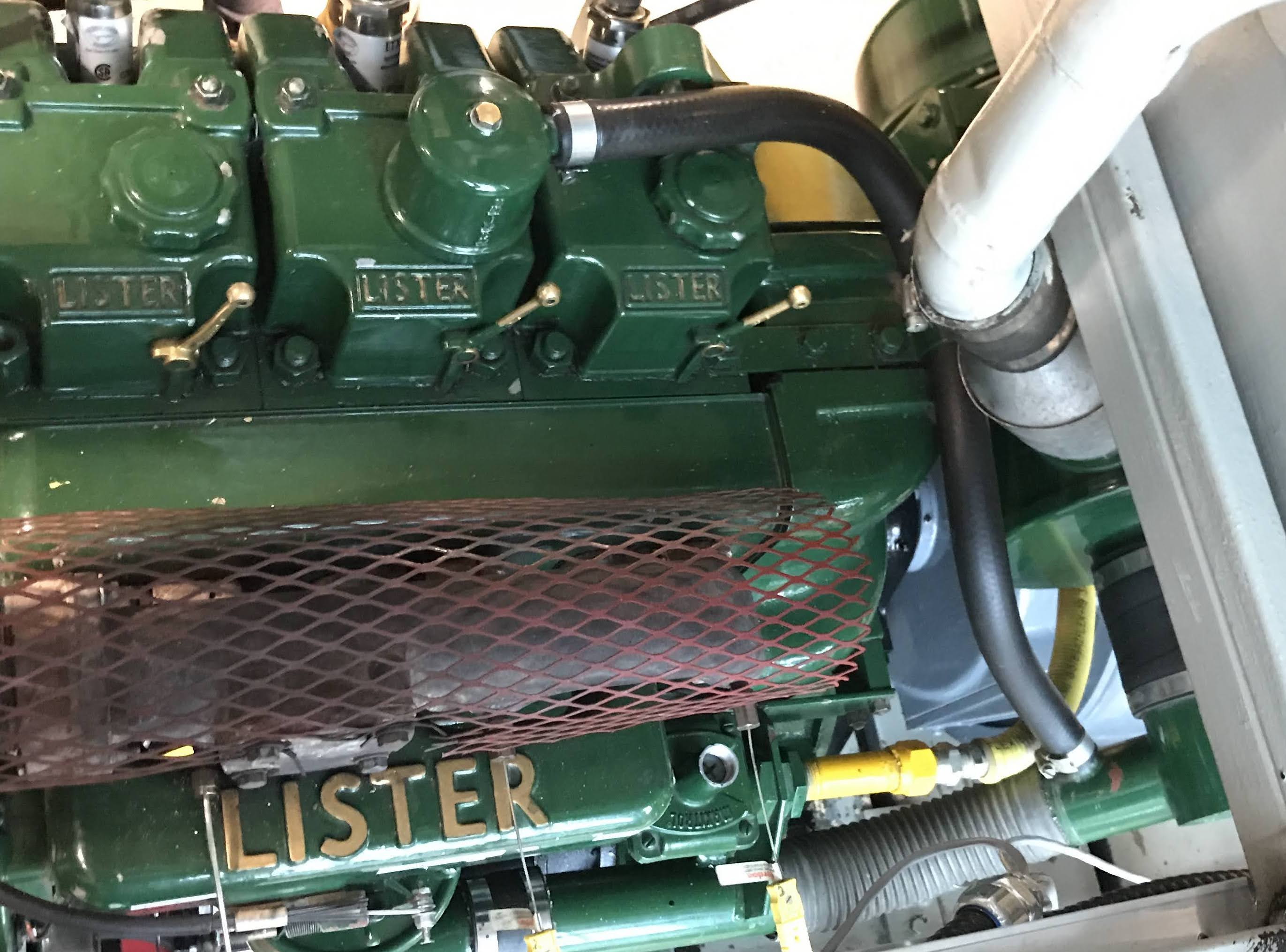
Hệ thống thông khí hộp trục khuỷu tích cực (PCV) nối từ nắp xi lanh đến cổ góp hút động cơ thông qua ống nối (màu đen)

Trong động cơ đốt trong, hệ thống thông khí hộp trục khuỷu, hay còn gọi là hệ thống thông khí cácte (tiếng Anh: Crankcase ventilation system) có nhiệm vụ loại bỏ khí cháy khỏi cácte động cơ. Thông thường, hệ thống thông khí hộp trục khuỷu cấu tạo gồm một ống trụ, van một chiều, và nguồn hút chân không (ví dụ như cổ góp hút).
Những loại khí cháy không mong muốn, thường được gọi là "khí lọt" hoặc "khí sót" (blow-by), là những loại khí cháy từ buồng đốt đi qua các khe hở của vòng găng, lọt xuống cacte động cơ. Những loại động cơ sơ khai xả những khí cháy ra ngoài môi trường bằng cách xả qua vòng đệm cácte. Hệ thống thông khí hộp trục khuỷu đầu tiên là ống hút (road draught tube), thiết kế này sử dụng chân không riêng phần để hút khí thông qua đường ống và xả ra ngoài môi trường.
Hệ thống thông khí hộp trục khuỷu tích cực (Positive crankcase ventilation – PCV) được sử dụng lần đầu tiên trong thập niên 1960 và được sử dụng rộng rãi trong hầu hết các động cơ hiện nay. Hệ thống PCV thay vì xả khí lượng khí lọt này ra ngoài không khí, thì dẫn hướng quay về hệ thống khí nạp và đốt cháy nó, giúp giảm ô nhiễm không khí.
Động cơ hai kỳ theo cơ cấu nén–cácte không cần sử dụng hệ thống thông khí hộp trục khuỷu vì trong nguyên lý hoạt động của động cơ này, khí cháy cácte vốn được dẫn vào buồng đốt.

## Nguyên nhân gây ra khí lọt hộp trục khuỷu
Khí lọt, hay khí sót (tiếng Anh: blow-by), là hỗn hợp sản phẩm cháy từ buồng đốt bị "lọt" qua khe hở của vòng găng và đi xuống hộp trục khuỷu. Nếu không được thông khí, những loại khí lọt này sẽ ngưng tụ và kết hợp với hơi dầu nhờn trong cácte tạo thành cặn bẩn hoặc làm loãng dầu với nhiên liệu chưa cháy hoàn toàn, làm giảm chất lượng dầu và giảm tuổi thọ động cơ. Áp suất cácte quá lớn gây ra do khí lọt cũng có thể làm dầu bị lọt qua vòng đệm trục khuỷu và những vòng đệm kín khác. Do vậy, việc thông khí hộp trục khuỷu rất quan trọng trong quá trình hoạt động của động cơ.

## Thông khí khí quyển
Trước thế kỷ 20, khí lọt thoát khỏi cácte động cơ do rò lọt qua vòng đệm kín. Thời điểm đó, việc dầu máy rỉ ra từ động cơ được xem là hiện tượng bình thường, ví dụ như những động cơ hơi nước ra đời những thập kỷ trước đó. Những vòng đệm và vòng bít trục được sử dụng để ngăn hiện tượng rò rỉ dầu, nhưng không ai nghĩ đến việc ngăn chặn hoàn toàn vấn đề này. Khí lọt tan lẫn vào dầu và từ đó rò rỉ ra ngoài môi trường, gây mùi và ô nhiễm môi trường.
Hệ thống thông khí hộp trục khuỷu đầu tiên sử dụng một ống thông hơi. Loại ống này có một đầu nối với cácte (hoặc từ nắp xupap trên động cơ cơ cấu trục cam trên đỉnh), đầu còn lại để hở, hướng xuống, đặt ở phía trượt sau (slipstream) của những phương tiện như xe hơi. Khi phương tiện di chuyển, dòng không khí đi qua đầu hở của ống thông hơi tạo lực hút, giúp thổi khí lọt ra khỏi cácte. Để tránh tạo áp suất chân không bên trong cácte, khí lọt được thay thế bằng khí sạch nhờ sử dụng một thiết bị gọi là "ống thở" (breather). Ống thở được đặt phía trên nắp ngăn chứa dầu. Trong những động cơ trước đây, hệ thống ống thông hơi vẫn gây ra mùi khó chịu và ô nhiễm không khí. Ống thông hơi có thể bị tắc do băng hoặc tuyết đóng lại; khi đó, áp suất bên trong cácte sẽ tăng và gây rỉ dầu và hư vòng đệm.
Đối với những phương tiện vận chuyển vận tốc chậm và tàu thuyền, hiện tượng dòng trượt (slipstream) không đủ tạo lực hút cho ống thông hơi. Trong những trường hợp này, động cơ phải tạo áp suất dương ở đầu ống thở để đẩy khí cháy ra khỏi cácte động cơ. Do vậy, đầu hút của ống thông hơi được đặt phía sau quạt tản nhiệt động cơ. Khí lọt trong cácte sẽ thoát ra môi trường bên ngoài thông qua ống thông hơi.

## Hệ thống thông khí hộp trục khuỷu tích cực (PCV)

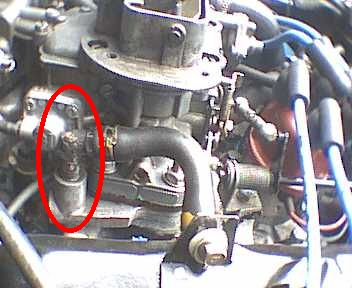
Van PCV sử dụng ở động cơ Ford Taunus V4 (dẫn vào cổ góp hút động cơ)

### Lịch sử
Mặc dù ngày nay, hệ thống thông khí hộp trục khuỷu tích cực (PCV) được dùng để giảm khí thải trị xấu gây ô nhiễm không khí, nhưng mục đích thiết kế ban đầu của hệ thống này nhằm tìm cách giúp động cơ có thể vận hành dưới nước mà không bị nước tràn vào bên trong. Hệ thống PCV đầu tiên được phát minh trong Chiến tranh thế giới thứ hai, có vai trò giúp động cơ xe tăng có thể lội qua những vùng nước sâu, khi đó hệ thống ống thông hơi sẽ làm nước tràn vào cácte và gây hư hỏng động cơ.
Vào đầu thập niên 1950, Giáo sư người Hà Lan, Arie Jan Haagen-Smit, đã chứng minh rằng hiện tượng ô nhiễm do động cơ xe hơi là nguyên nhân chính của vấn đề sương khói ở thành phố Los Angeles, bang California. Bộ Kiểm soát Ô nhiễm Phương tiện cơ giới California (tiền thân của Bộ Tài nguyên Không khí California) được thành lập vào năm 1960 và bắt đầu nghiên cứu phương pháp ngăn khí lọt trong cácte không xả ra môi trường bên ngoài. Hệ thống thông khí cácte PCV được thiết kế với nguyên lý khí lọt từ hộp trục khuỷu sẽ được dẫn tuần hoàn về đường hút, tại đó, khí lọt sẽ kết hợp với hỗn hợp nhiên liệu / khí sạch và được đốt cháy hoàn toàn trong buồng đốt. Năm 1961, bang California ban hành quy định yêu cầu tất cả xe hơi mới sản xuất phải sử dụng hệ thống PCV; đây là lần đầu tiên thiết bị kiểm soát khí thải ô nhiễm trên phương tiện xe cộ lần đầu được sử dụng.
Đến năm 1964, hầu hết xe hơi mới ở Mỹ được trang bị thiết bị tùy chọn để không phải tạo ra nhiều phiên bản xe riêng cho từng tiểu bang khác nhau. Van PCV nhanh chóng trở thành thiết bị tiêu chuẩn trên tất cả xe hơi trên toàn thế giới do thiết bị này không chỉ giúp giảm khí thải mà còn giúp bộ phận bên trong động cơ được sạch hơn và tăng thời gian sử dụng dầu nhờn.
Năm 1967, sau khi được sử dụng nhiều năm, hệ thống PCV trở thành đối tượng điều tra của Bồi thẩm đoàn Liên bang Hoa Kỳ, khi nhiều chuyên gia trong ngành công nghiệp ô tô đặt nghi vấn rằng Hội những nhà sản xuất xe ô tô (AMA) cố tình không sử dụng những thiết bị giảm khói thải để trì hoãn việc áp dụng công nghệ kiểm soát khói thải. Sau 18 tháng điều tra, Bồi thẩm đoàn phán quyết không đủ chứng cứ truy tố đối với AMA, nhưng đưa ra phán quyết đồng thuận đối với toàn bộ các công ty xe hơi Mỹ khi cam kết không hợp tác với nhau trong các hoạt động kiểm soát khói thải trong thời hạn 10 năm.
Trong những thập kỷ sau đó, những quy định pháp chế về khí xả phương tiện đã siết chặt hơn rất nhiều. Hầu hết những động cơ xăng ngày nay đều sử dụng hệ thống thông khí trục khuỷu PCV.

### Ống thở
Để giúp hệ thống PCV có thể đẩy khí sót ra khỏi cácte, cácte phải có một nguồn cung cấp khí sạch (khí mới). Nguồn khí mới này được gọi là "ống thở cácte" (crankcase breather), được nối từ cổ góp hút động cơ. Ống thở thường có thêm các bộ phận như vách ngăn và lọc để ngăn hơi dầu làm nghẹt và hư hỏng thiết bị lọc khí động cơ.

### Van PCV

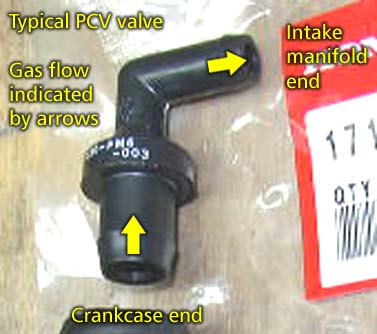

Cácte động cơ sử dụng áp suất chân không hút thông qua van PCV. Mục đích của van PCV nhằm kiểm soát lượng khí lọt từ cácte đi vào cổ góp hút, giúp thông khí trong cácte, đồng thời không làm ảnh hưởng hỗn hợp hòa khí đi vào buồng đốt. Dòng khí đi qua cácte và các vùng bên trong động cơ có tác dụng đẩy những khí cháy ra ngoài. Hỗn hợp không khí / khí cháy cácte này sau đó sẽ đi qua một lớp lọc đơn giản như vách chắn, màng lọc, hoặc lưới lọc, dể loại bỏ những hạt dầu lơ lửng, sau đó đi qua van PCV và đi vào cổ góp hút. Trong một số hệ thống PCV, vách chắn dầu thường nằm trong một bộ phận gọi là "bộ tách dầu" (oil separator), có thể dễ dàng thay thế. Những thiết bị linh kiện không chính hãng được gắn thêm vào hệ thống tách dầu thường được gọi là bình gom dầu thừa (oil catch tank).
Van PCV về bản chất là một van một chiều, nối từ nắp xi lanh đến cổ góp hút (intake manifold) động cơ. Hai đầu van có cấu tạo như những lỗ tiết lưu có kích thước chính xác, với những bi van ở giữa. Bên trong van có một lò xo được hiệu chuẩn chính xác, có nhiệm vụ điều tiết dòng khí khi tốc độ và tải động cơ thay đổi.
Lưu lượng khí lọt thải ra từ hộp trục khuỷu nên được kiểm soát sao cho bằng với lưu lượng đi vào hộp trục khuỷu. Khí lọt sản sinh ra ít khi động cơ hoạt động không tải và sinh ra nhiều hơn khi động cơ chịu tải nặng; do vậy, van PCV cần điều tiết lượng khí lọt phù hợp tương ứng. Van PCV có vai trò cân bằng nhu cầu thông khí hộp trục khuỷu theo vận tốc động cơ. Van PCV hoạt động dựa trên áp suất chân không ở đường hút (nạp) vốn thay đổi theo tốc độ động cơ.
Khi dừng động cơ, van PCV đóng kín đường nạp nhờ lực nén của lò xo bên trong van. Khi động cơ hoạt động không tải hoặc tải thấp, lực hút chân không ở cổ góp hút cao, lượng khí cácte thấp. Khi đó, lực hút chân không cao sẽ khép van PCV (gần như đóng hẳn). Khí sạch được cung cấp vào hộp trục khuỷu thông qua ống thở, thay thế lượng khí lọt trong hộp trục khuỷu. Khi động cơ vận hành ở chế độ bình thường, bướm ga (throttle) mở ở mức trung bình, tải và tốc độ động cơ cao hơn, dẫn đến sinh ra nhiều khí lọt hơn. Tuy nhiên, lực hút chân không đường nạp thấp hơn, lực đàn hồi của lò xo van PCV sẽ chống lại sự chênh lệch áp suất, làm mở rộng van, cho phép nhiều khí cácte đi vào cổ góp hút. Ống hơi vẫn đóng vai trò cung cấp khí sạch thay thế cho lượng khí lọt từ cácte. Khi động cơ vận hành ở chế độ tải nặng hoặc vận tốc cao, bướm ga mở lớn, áp suất chân không đường nạp giảm về gần bằng 0. Lực nén lò xo trong van PCV sẽ giữ van mở cực đại, tăng lượng khí lọt về đường nạp.
Tính năng thứ hai của van PCV là nhằm dập lửa kích nổ và ngăn áp suất từ hệ thống nạp đi xuống hộp trục khuỷu (hiện tượng cháy ngược). Vấn đề này thường xảy ra ở những động cơ tăng nạp hoặc khi xảy ra hiện tượng cháy ngược. Áp suất từ đường nạp sẽ có thể gây hư hỏng vòng găng, đệm kín của trục khuỷu. Do vậy, khi áp suất gây ra bởi hiện tượng cháy ngược, van PCV sẽ đóng lại ngăn áp suất này đi xuống hộp trục khuỷu.
Vị trí lắp đặt van PCV (đường ra của khí thoát cácte) thường đặt cách đường vào của ống thở cácte càng xa càng tốt. Ví dụ, ống thở và van PCV thường nằm ở nắp van đối diện nhau ở động cơ chữ V, hoặc trên hai đầu đối diện nhau trên cùng nắp van ở động cơ xi lanh thẳng hàng. Van PCV thường được đặt trên nắp van, nhưng cũng có thể nằm bất kỳ vị trí nào giữa đường ra của khí thoát cácte (trên nắp xi lanh) và cổ góp hút.

## Vấn đề thường gặp
Sau một thời gian sử dụng, những lỗ tiết lưu trong van PCV có thể bị nghẹt, dẫn đến tắc đường thông khí hộp trục khuỷu, gây ảnh hưởng sự vận hành của động cơ. Nếu động cơ không được thông khí, dầu nhờn sẽ nhanh chóng bị tạp bẩn và gây ra cặn dầu tích tụ dưới đáy cácte. Những chi tiết máy bên trong không được bôi trơn và bảo vệ bở dầu nhờn sẽ dễ bị ăn mòn do nước và acid sinh ra trong hộp trục khuỷu. Van PCV bị nghẹt cũng làm ảnh hưởng hỗn hợp hòa khí đi vào buồng đốt, khiến động cơ hoạt động không ổn định, thường bị tắt máy đột ngột. Nếu van PCV bị nghẹt trong thời gian dài, những vấn đề trên sẽ gây phá hủy động cơ.
Nếu hệ thống thông khí trục khuỷu bị tắc nghẽn, động cơ sẽ xuất hiện các hiện tượng như động cơ không ổn định khi chạy không tải, thường xuyên tắt máy đột ngột, thất thoát dầu bôi trơn. Ngoài ra, áp suất do khí thoát trong hộp trục khuỷu sẽ đẩy hơi dầu làm nghẹt thiết bị lọc khí của bộ chế hòa khí. Van PCV trong xe ô tô thường được khuyến cáo nên được thay mới định kỳ sau 12 tháng hoặc sau 25.000 dặm (40.000 km)–30.000 dặm (48.000 km). Nếu môi trường quá bụi bặm hoặc ô nhiễm thì có thể thay van PCV thường xuyên hơn.

## Giải pháp thay thế
Động cơ hai kỳ cơ cấu nén–cácte không cần sử dụng hệ thống thông khí hộp trục khuỷu vì tất cả khí cháy bên trong cácte đều được đưa về buồng đốt. Nhiều động cơ bốn thì loại nhỏ như máy cắt cỏ hoặc máy phát điện thường sử dụng ống thoát hơi nối vào đường nạp. Ống thoát hơi có nhiệm vụ dẫn toàn bộ khí lọt trở về hòa khí ở đường hút, có vị trí thường nằm giữa bộ lọc gió động cơ và bộ chế hòa khí.
Ở một số loại xe đua, động cơ cácte khô thường dùng bơm quét để hút dầu và khí thoát ra khỏi cácte. Hệ thống này tạo một lực chân không nhỏ bên trong cácte và làm giảm việc rò rỉ dầu rớt xuống đường đua.